# Joey Beltran
José Felipe "Joey" Beltran (Oceanside, 8 de dezembro de 1981) é um lutador americano de artes marciais mistas, atualmente ele compete no Peso Meio Pesado do Bellator MMA. Ele também já competiu no Ultimate Fighting Championship (UFC), Strikeforce e King of the Cage.

## Início
Beltran nasceu em Oceanside, Califórnia e cresceu em Carlsbad, Califórnia com uma mãe solteira. Beltran começou a praticar boxe quanto tinha 10 anos, e também se envolvia em brigas de rua quando era jovem. Beltran também começou no wrestling no ensino médio e era talentoso, mas não foi capaz de competir por causa das notas baixas. Beltran continuou no wrestling na Carlsbad High School durante seu segundo ano e melhorou suas notas, passando a competir no time da escola como peso pesado por todos os três anos e também se envolveu na Luta greco-romana. Beltran originalmente frequentou a University of Hawaii at Manoa antes de sair, e em seguida entrar no MMA. Beltran voltou à Califórnia, frequentando o Palomar College e continuando com o MMA. Quando ele começou a treinar, Beltran pesava 140 kg.

## Carreira no MMA

### Começo da carreira
Beltran fez sua estréia profissional em 10 de Fevereiro de 2007 no Strikeforce: Young Guns e perdeu por decisão unânime. Ele então construiu um recorde de 6-2 antes de assinar com o Bellator.

### Bellator MMA
Beltran fez sua estréia no Bellator no Bellator 5 em 1 de Maio de 2009 contra o veterano do UFC Sherman Pendergarst. Beltran venceu a luta por nocaute técnico no primeiro round.
Em sua seguinte aparição, no King of the Cage, Beltran derrotou Wes Combs por nocaute técnico em apenas 25 segundos de luta.
Beltran conseguiu outra vitória por nocaute técnico sobre um veterano do UFC, Houston Alexander, antes de assinar com o UFC.

### Ultimate Fighting Championship
Beltran fez sua estréia no UFC no UFC 109 contra o faixa preta de Jiu Jitsu Brasileiro, Rolles Gracie. Beltran entrou na luta de última hora como substituição do oponente original de Gracie, Mostapha Al-turk. Beltran venceu o já cansado Gracie com um nocaute ténico no segundo round.
Beltran retornou a ação em 8 de Maio de 2010 no UFC 113. Ele era esperado para enfrentar Chad Corvin, mas a papelada de Corvin não foi aceita pela Comissão Atlética de Quebec e ele foi retirado do card e substituído por Tim Hague. Beltran derrotou Hague após três rounds, vencendo por decisão unânime.
Beltran em seguida enfrentou Matt Mitrione em 25 de Setembro de 2010 no UFC 119. Beltran foi derrotado por Mitrione por decisão unânime. Apesar da derrota, ele ainda ganhou o prêmio de Luta da Noite.
Beltran então enfrentou o kickboxer Pat Barry no UFC: Fight For The Troops 2 em 22 de Janeiro de 2011, em Fort Hood, Texas. Ele perdeu a luta por decisão unânime. Durante a luta, Beltran recebeu um alto número de chutes nas pernas de Barry, um ex-competidor do K-1, mas só caiu no final do último round. Barry mostrou perplexidade com o número de pancadas que Beltran foi capaz de absorver.
Beltran era esperado para enfrentar o estreante na organização Dave Herman em 11 de Junho de 2011 no UFC 131. No entanto, após Herman ser colocado no card principal, Beltran permaneceu no card e enfrentou o também estreante Aaron Rosa. Após dois rounds equilibrados, Beltran derrotou Rosa por nocaute técnico no terceiro round.
Beltran enfrentou Stipe Miocic em 8 de Outubro de 2011 no UFC 136, perdendo por decisão unânime.
Beltran enfrentou o ex-pesado do Strikeforce Lavar Johnson em 28 de Janeiro de 2012 no UFC on Fox: Evans vs. Davis, onde ele foi nocauteado pela primeira vez em sua carreira no primeiro round. Após a derrota, Beltran foi liberado da promoção.

### Pós UFC
Após ser liberado, Beltran anunciou que iria descer para competir nos Meio Pesados. Ele oficialmente fez sua estréia no novo peso em  28 de Abril de 2012 no C3 Fights em Oklahoma, onde ele derrotou Anton Talamantes por decisão unânime.

### Retorno ao UFC
Beltran fez seu retorno ao UFC substituindo Brandon Vera contra o australiano James Te Huna em 11 de Julho de 2012 no UFC on Fuel TV: Muñoz vs. Weidman. Apesar de Beltran perder por decisão unânime, a equilibrada luta ganhou o prêmio de Luta da Noite.
Beltran era esperado para enfrentar Anthony Perosh em 15 de Dezembro de 2012 no UFC on FX: Sotiropoulos vs. Pearson. No entanto, Perosh foi forçado a se retirar da luta com uma lesão no dedo e foi substituído por Igor Pokrajac. Ele venceu a luta por decisão unânime. Em 10 de Janeiro de 2013, foi anunciado que Beltran havia falhado no teste antidoping, testando positivo para nandrolona. Beltran foi então suspenso por 9 meses, a partir de 14 de Dezembro de 2012. Sua vitória sobre Pokrajac foi mudada para Sem Resultado.
Voltando de sua suspensão, Beltran enfrentou Fábio Maldonado em 9 de Outubro de 2013 no UFC Fight Night: Maia vs. Shields. Ele perdeu a equilibrada luta por decisão dividida. Ele foi então novamente liberado pela promoção.

### Retorno ao Bellator
Em 30 de Outubro de 2013, foi anunciado que Beltran havia assinado com o Bellator MMA. Ele enfrentou o ex-Campeão Meio Pesado do UFC Quinton "Rampage" Jackson em 15 de Novembro de 2013 no evento principal do Bellator 108. Ele perdeu a luta por nocaute técnico no primeiro round. Beltran enfrentou Vladimir Matyushenko no Bellator 116 em 11 de Abril de 2014, vencendo por finalização no terceiro round,sua primeira finalização desde 2007.
Beltran lutou contra o campeão Emanuel Newton pelo Cinturão Meio Pesado do Bellator no Bellator 124 em 12 de Setembro de 2014. Ele foi nocauteado no terceiro round com um soco rodado.
Beltran fez sua estréia nos médios contra Brian Rogers em 10 de Abril de 2015 no Bellator 136 e venceu por decisão majoritária.

## Títulos e realizações
- 5150 Combat League / Xtreme Fighting League
  - Título Peso Pesado do 5150 Combat League (Uma vez)

- Ultimate Fighting Championship
  - Luta da Noite (Duas vezes) vs. James Te-Huna e Matt Mitrione

## Cartel no MMA
| Cartel no MMA   |             |             |
| 28 lutas        | 16 vitórias | 11 derrotas |
| Por nocaute     | 11          | 3           |
| Por finalização | 2           | 1           |
| Por decisão     | 3           | 7           |
| No contest      | 1           | 1           |

| Res.    | Cartel    | Oponente             | Método                                  | Evento                                          | Data       | Round | Tempo | Local                       | Notas                                                       |
| ------- | --------- | -------------------- | --------------------------------------- | ----------------------------------------------- | ---------- | ----- | ----- | --------------------------- | ----------------------------------------------------------- |
| Vitória | 17–12 (1) | Lamont Stafford      | TKO (socos)                             | C3 Fights: Beltran vs Stafford                  | 05/12/2015 | 1     | 4:14  | Newkirk, Oklahoma           | Luta no Peso Meio Pesado.                                   |
| Derrota | 16–12 (1) | Kendall Grove        | TKO (socos)                             | Bellator 143                                    | 25/09/2015 | 3     | 2:27  | Hidalgo, Texas              |                                                             |
| Vitória | 16-11 (1) | Brian Rogers         | Decisão (majoritária)                   | Bellator 136                                    | 10/04/2015 | 3     | 5:00  | Irvine, California          | Estréia nos Médios.                                         |
| Derrota | 15-11 (1) | Emanuel Newton       | KO (soco rodado)                        | Bellator 124                                    | 12/09/2014 | 3     | 3:07  | Plymouth Township, Michigan | Pelo Cinturão Meio Pesado do Bellator.                      |
| Vitória | 15–10 (1) | Vladimir Matyushenko | Finalização (estrangulamento norte/sul) | Bellator 116                                    | 11/04/2014 | 3     | 3:06  | Temecula, Califórnia        |                                                             |
| Derrota | 14–10 (1) | Quinton Jackson      | TKO (socos)                             | Bellator 108                                    | 15/11/2013 | 1     | 4:59  | Atlantic City, Nova Jérsei  |                                                             |
| Derrota | 14–9 (1)  | Fábio Maldonado      | Decisão (dividida)                      | UFC Fight Night: Maia vs. Shields               | 09/10/2013 | 3     | 5:00  | Barueri, São Paulo          |                                                             |
| NC      | 14–8 (1)  | Igor Pokrajac        | NC (mudado)                             | UFC on FX: Sotiropoulos vs. Pearson             | 15/12/2012 | 3     | 5:00  | Gold Coast, Queensland      | Havia vencido por decisão; Testou positivo para nandrolona. |
| Derrota | 14–8      | James Te-Huna        | Decisão (unânime)                       | UFC on Fuel TV: Muñoz vs. Weidman               | 11/07/2012 | 3     | 5:00  | San José, Califórnia        | Luta da Noite.                                              |
| Vitória | 14–7      | Anton Talamantes     | Decisão (unânime)                       | C3 Fights                                       | 28/04/2012 | 3     | 5:00  | Oklahoma                    | Estréia nos Meio Peados.                                    |
| Derrota | 13–7      | Lavar Johnson        | KO (socos)                              | UFC on Fox: Evans vs. Davis                     | 28/01/2012 | 1     | 4:24  | Chicago, Illinois           |                                                             |
| Derrota | 13–6      | Stipe Miocic         | Decisão (unânime)                       | UFC 136                                         | 08/10/2011 | 3     | 5:00  | Houston, Texas              |                                                             |
| Vitória | 13–5      | Aaron Rosa           | TKO (socos)                             | UFC 131                                         | 11/06/2011 | 3     | 1:26  | Vancouver, British Columbia |                                                             |
| Derrota | 12–5      | Pat Barry            | Decisão (unânime)                       | UFC: Fight For The Troops 2                     | 22/01/2011 | 3     | 5:00  | Fort Hood, Texas            |                                                             |
| Derrota | 12–4      | Matt Mitrione        | Decisão (unânime)                       | UFC 119                                         | 25/09/2010 | 3     | 5:00  | Indianapolis, Indiana       | Luta da Noite.                                              |
| Vitória | 12–3      | Tim Hague            | Decisão (unânime)                       | UFC 113                                         | 08/05/2010 | 3     | 5:00  | Montreal, Quebec            |                                                             |
| Vitória | 11–3      | Rolles Gracie        | TKO (socos)                             | UFC 109                                         | 06/02/2010 | 2     | 1:31  | Las Vegas, Nevada           |                                                             |
| Vitória | 10–3      | Houston Alexander    | TKO (socos)                             | 5150 Combat League / XFL: New Year's Revolution | 16/01/2010 | 2     | 3:49  | Tulsa, Oklahoma             | Ganhou o Título Peso Pesado do 5150 Combat League.          |
| Derrota | 9–3       | Tony Lopez           | Decisão (unânime)                       | KOTC: Distorted                                 | 01/10/2009 | 5     | 5:00  | Highland, Califórnia        | Pelo Título Peso Pesado do KOTC.                            |
| Vitória | 9–2       | Tracy Willis         | TKO (socos e cotoveladas)               | 5150 Combat League: Rumble at the Rally         | 27/06/2009 | 1     | 3:33  | Sparks, Oklahoma            |                                                             |
| Vitória | 8–2       | Wes Combs            | TKO (socos)                             | KOTC: Legends                                   | 06/06/2009 | 1     | 0:25  | Winterhaven, Califórnia     |                                                             |
| Vitória | 7–2       | Sherman Pendergarst  | TKO (socos)                             | Bellator 5                                      | 01/05/2009 | 1     | 2:24  | Dayton, Ohio                |                                                             |
| Vitória | 6–2       | Jacob Browy          | TKO (socos)                             | Gladiator Challenge: Warriors                   | 04/02/2009 | 1     | 1:20  | Pauma Valley, Califórnia    |                                                             |
| Vitória | 5–2       | Wes Fenton           | TKO (socos)                             | Total Combat 32                                 | 02/10/2008 | 1     | 2:15  | El Cajon, Califórnia        |                                                             |
| Derrota | 4–2       | Tony Lopez           | Finalização (kimura)                    | KOTC: Opposing Force                            | 15/05/2008 | 1     | 3:15  | Highland, Califórnia        |                                                             |
| Vitória | 4–1       | Phil Friedman        | TKO (socos)                             | Total Combat 28                                 | 26/04/2008 | 1     | 0:50  | San Diego, Califórnia       |                                                             |
| Vitória | 3–1       | Ray Seraile          | TKO (socos)                             | TC 25: Fight Club                               | 15/12/2007 | 2     | 0:56  | San Diego, Califórnia       |                                                             |
| Vitória | 2–1       | Tony Velarde         | Finalização (kimura)                    | Total Combat 21                                 | 08/06/2007 | 1     | 2:35  | San Diego, Califórnia       |                                                             |
| Vitória | 1–1       | Paul Ingrassia       | TKO (socos)                             | Total Combat 20                                 | 13/04/2007 | 1     | 2:54  | San Diego, Califórnia       |                                                             |
| Derrota | 0–1       | Yohan Banks          | Decisão (unânime)                       | Strikeforce: Young Guns                         | 10/02/2007 | 3     | 3:00  | San José, Califórnia        |                                                             |